# Verres sternbergianus
Verres sternbergianus es una especie de coleóptero de la familia Passalidae.

## Distribución geográfica
Habita en Panamá, Colombia y Ecuador.